# 5578 Такакура
5578 Такакура (5578 Takakura) — астероїд головного поясу, відкритий 28 січня 1987 року.
Тіссеранів параметр щодо Юпітера — 3,277.
Названо на честь Такакури (яп. たかくら(高倉) такакура).